# Consuetudine (diritto internazionale)
Vengono definite consuetudini (dal lat. consuetudo -dĭnis, der. di consuetus, «ciò che è consueto») o Ius consuetudinis, tutte le norme non scritte di diritto internazionale generale, vale a dire quelle norme che non costituiscono parte integrante del cosiddetto ius positum o diritto positivo, che vincolano tutti gli Stati membri della comunità internazionale. A livello gerarchico la consuetudine nel diritto internazionale fa parte, assieme agli accordi di tipo convenzionale (trattati, convenzioni, patti) e agli atti unilaterali giuridicamente riconosciuti, delle cosiddette fonti primarie, le quali derivano direttamente da norme di carattere fondamentale. Tra fonti primarie (quindi tra norme consuetudinarie e norme convenzionali) vige il principio della reciproca derogabilità: una consuetudine può derogare ad un accordo e viceversa. Le consuetudini hanno carattere generale, ovvero vincolano tutti gli Stati parte della comunità internazionale a prescindere dalla loro sottoscrizione a un accordo.

## Requisiti
La consuetudine è costituita da due elementi:
- L'elemento oggettivo altrimenti detto diuturnitas (o prassi): la ripetizione costante ed uniforme del comportamento nel tempo.
- L'elemento soggettivo o psicologico detto opinio juris ac necessitatis: la convinzione che quel comportamento sia moralmente obbligatorio (opinio juris) o che sia necessario che lo diventi (ac necessitatis).

Per riassumere, qualora si ponesse in essere un comportamento costante ed uniforme tra i membri della comunità, quindi una condotta ripetuta nel tempo, questa diviene un precetto giuridicamente obbligatorio ovverosia una norma giuridica non scritta e di carattere generale.

## Formazione e applicabilità delle consuetudini
Il tempo di formazione della consuetudine può essere:
- molto breve: in casi di comportamenti diffusi e reiterati,
- molto lungo: - perfino vari secoli - in casi di comportamenti che si applicano raramente.

Atti che formano la consuetudine:
atti esterni degli Stati, come trattati,
atti interni come le leggi. Anzi, spesso sono gli organi giuridici interni a giocare il ruolo principale laddove valutano l'effettiva presenza di consuetudini o la possibilità di revisione di queste nel caso in cui collidano con i valori costituzionali.
La "teoria dell'accordo tacito" ritiene che il diritto consuetudinario nasca dall'unanime e tacita concordia degli Stati, sia dunque autonomo e non eteronomo, cioè imposto dall'alto, da principi superiori alle stesse volontà degli Stati.
L'applicabilità delle consuetudini agli Stati di nuova formazione, che la dottrina ritiene valida automaticamente, è stata messa in discussione da molti degli Stati in seguito al processo di decolonizzazione e dai Paesi nell'orbita sovietica: essi sostenevano che il diritto consuetudinario, nato ed affermatosi nel periodo del dominio dell'Occidente sul mondo, rispondesse ad interessi opposti a quelli perseguiti dai nuovi Stati. I Paesi in via di sviluppo sostengono spesso che l'unico diritto generale e comune a tutti gli Stati debba essere quello promanante dagli atti delle Nazioni Unite (risoluzioni, raccomandazioni, dichiarazioni), per il fatto che sono state votate a maggioranza o all'unanimità e perché tali Paesi godono della maggioranza numerica nell'Assemblea generale. L'idea di un nuovo diritto consuetudinario basato solo su questi atti è generalmente respinto perché le norme degli atti ONU non sono vincolanti (cosiddetta soft law, diritto morbido) e diventano norme consuetudinarie solo se confermate dalla diuturnitas e dall'opinio juris.
L'applicabilità analogica del diritto consuetudinario consiste nell'applicare una norma consuetudinaria ad un caso che essa non prevede ma che per analogia o estensione può essere regolato da tale norma. Le norme sulla navigazione marittima furono così a loro tempo estese alla navigazione aerea e a quella aerospaziale.
Oltre alle consuetudini generali, parte della dottrina afferma l'esistenza di consuetudini particolari che vincolano solo una determinata cerchia di Stati. Con questo termine non vanno tanto considerate le norme a livello regionale ma quella prassi attraverso cui Stati membri di un'organizzazione o organi stessi di essa modificano o abrogano tacitamente il dettato del trattato istitutivo. Ciò non avviene laddove vi sia un organo giurisdizionale appositamente creato per vegliare sul rispetto del trattato, come avviene nell'Unione europea. Uniformità di comportamenti internazionali tra Stati non legati da trattato o vincoli regionali non creano consuetudini particolari ma solo reciprocità.

## Principi generali di diritto
Possono esistere norme di diritto internazionale generale diverse da quelle consuetudinarie. In primo luogo, l'art. 38 dello Statuto della Corte Internazionale di Giustizia annovera tra le fonti di diritto anche i «principi generali di diritto riconosciuti dalle nazioni civili», citati dopo le consuetudini e gli accordi, quindi come fonte sostitutiva. Effettivamente l'art. 38 codificherebbe una prassi sempre seguita riguardo all'uso di principi di giustizia e di logica giuridica unanimemente accettati. Il problema è che questi principi dovrebbero essere ricavati dagli ordinamenti delle "nazioni civili". Tali principi, per essere considerati applicabili a livello internazionale, devono essere:
- Applicati dalla maggioranza degli Stati nei loro ordinamenti interni (diuturnitas);
- Riconosciuti come obbligatori anche dal punto di vista del diritto internazionale (opinio juris).

Proprio per queste due caratteristiche i principi generali di diritto altro non sarebbero che norme consuetudinarie sui generis. L'art. 10 della Costituzione italiana riconosce tali principi laddove afferma che l'ordinamento interno «si conforma alle norme del diritto internazionale generalmente riconosciute». Sulla base di queste tesi, i principi generali di diritto permetterebbero il riconoscimento al rango della consuetudine di quei principi universalmente accettati come il rispetto della dignità umana, almeno per sanzionare le violazioni gravi (gross violations) come genocidio, crimini di guerra, apartheid. In questo caso i principi assumerebbero la forza di consuetudini e non più di fonti terze. Varie sentenze della Corte di cassazione e della Corte Costituzionale hanno comunque impedito che, su queste basi, norme generalissime venissero a modificare il diritto interno in base a principi contenuti in semplici raccomandazioni internazionali.

### Principi costituzionali
Molti autori, tra di questi spicca il QUADRI, sostengono che al di sopra delle norme consuetudinarie vi sia un'altra categoria di norme generali non scritte: i principi costituzionali, chiamati anche norme primarie. Essi sarebbero di due tipi:
- Principi formali, che istituiscono fonti ulteriori di norme internazionali;
- Principi materiali, che disciplinano direttamente i rapporti tra gli Stati dominanti nella Comunità internazionale in determinati periodi storici.

I principi formali sono due: consuetudo est servanda e pacta sunt servanda, da cui si ricava che consuetudini e accordi (pacta) sono entrambi fonti di secondo grado (i principi costituzionali sarebbero di primo grado). I principi materiali possono avere qualsiasi contenuto a seconda della materia che gli Stati desiderano regolamentare, ad es. la disciplina sulla libertà dei mari. A livello dottrinale, generalmente, si accetta l'idea che esistono dei "superprincipi" di tipo formale, ma si respinge la tesi riguardo ai principi materiali che minerebbe alla base il concetto di consuetudine.

## Accordi di codificazione
Il fenomeno della codificazione del diritto consuetudinario inizia alla fine del XII secolo ed è mosso dal tentativo di trasformare in forma scritta le consuetudini internazionali. L'art. 13 dello Statuto delle Nazioni Unite afferma che l'Assemblea generale deve «incoraggiare lo sviluppo progressivo del diritto internazionale e la sua codificazione». 
La Commissione del diritto internazionale delle Nazioni Unite - predisposta dall'Assemblea Generale nel 1947 come suo organo sussidiario, composta da esperti di diritto che non rappresentano i propri governi - ha appunto tale compito: proporre opere di codificazione dei principi consuetudinari delle varie materie del diritto internazionale aperte alla ratifica degli Stati membri. Tra le principali convenzioni adottate vanno ricordate le quattro Convenzioni di Ginevra sul diritto del mare (1958), la convenzione di Vienna sul diritto dei trattati; quella sulle relazioni diplomatiche (1961) e consolari (1963). 
Altre volte le convenzioni sono redatte e approvate da apposite conferenze di delegati degli Stati membri, come è avvenuto con la Convenzione di Montego Bay (1982) sul diritto del mare che ha rinnovato quelle di Ginevra (conferenza di Montego Bay); la differenza è che qui i delegati rappresentano la volontà dei propri governi e non sono esperti indipendenti. 
Il problema consiste nel fatto che, a differenza delle norme generali non scritte, quelle presenti nelle convenzioni sono vincolanti solo per gli Stati firmatari e non per tutti gli Stati. Ciò perché nelle convenzioni spesso non si rende in forma scritta solo la norma consuetudinaria, ma anche nuove norme o norme modificate in vista di quello sviluppo progressivo del diritto internazionale generale chiesto dall'art. 13. Queste nuove norme non possono essere prese per consuetudinarie ma vanno approvate esplicitamente dai singoli Stati. 
Il fenomeno del ricambio delle norme codificate è un problema che si verifica allorquando una norma codificata in una convenzione non corrisponde più al diritto generale internazionale che invece doveva rappresentare. In questo caso (in assenza del Restatement of law, frequente del Common law) è l'interprete a dover dimostrare che la norma codificata non va applicata in base al principio della reciproca derogabilità tra consuetudini e accordi. La nuova consuetudine, anche se non scritta, abroga la precedente norma codificata; va però dimostrato che la nuova norma consuetudinaria sia effettivamente applicata da tutti gli Stati e quindi sia davvero una consuetudine.